# أليس إليزابيث دوهرتي
أليس إليزابيث دوهرتي (14 آذار / مارس 1887 – 13 يونيو 1933) ولدت في منيابولس, الولايات المتحدة. وهي الشخص الوحيد من عائلتها معروف بفرط الشعر.

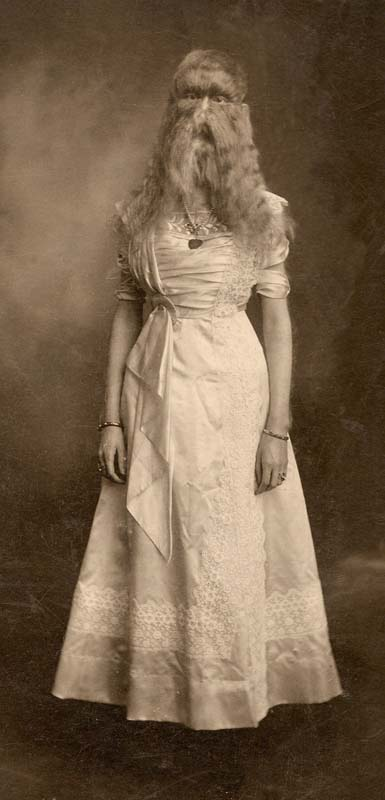
دوهرتي في سن المراهقة

ولدت دوهرتي مع ما يقرب من اثنين-بوصة من الشعر الأشقر في جميع أنحاء جسدها. لا يوجد أياً من أقاربها لديه حالة مماثلة. وكانت ذات عيون زرقاء. في وقت لاحق تم تقديمها تجارياً من خلال والدتها و فريق البروفيسور ويلر رجل الباوند واحد في جميع أنحاء الغرب الأوسط من الولايات المتحدة.
وعلى الرغم من أن فرط التشعر حالة نادرة جداً، فهناك عدد من الأشخاص الذين أصيبو به ومثل ذلك: فيدور جيفوتشو ستيفان بيبوروسكي، وآني جونز ("المرأة الملتحية") والمعروفة بمظهرها المماثل.
توفيت لأسباب غير معروفة في 13 يونيو 1933.